# Ronde van Eure-et-Loir
De Ronde van Eure-et-Loir is een vierdaagse rittenkoers in het Franse departement Loire. Het is vaak een springplank voor jonge coureurs, die naar een grotere ploeg willen. De wedstrijd is in 2017 en 2018 niet verreden. Tussen 2019 en 2024 maakte de wedstrijd deel uit van de UCI Europe Tour met een classificatie 2.2.

## Lijst van winnaars

### Meervoudige winnaars
| Overwinningen | Renner          | Land      | Jaren      |
| ------------- | --------------- | --------- | ---------- |
| 2             | Raymond Komor   | Frankrijk | 1951, 1955 |
| 2             | Francis Bazire  | Frankrijk | 1962, 1963 |
| 2             | Laurent Bezault | Frankrijk | 1985, 1987 |
| 2             | Fabrice Henry   | Frankrijk | 1988, 1990 |

### Overwinningen per land
| Overwinningen | Land                                        |
| ------------- | ------------------------------------------- |
| 53            | Frankrijk                                   |
| 1             | Australië, Nederland, Nieuw-Zeeland, Spanje |